# Čistec roční

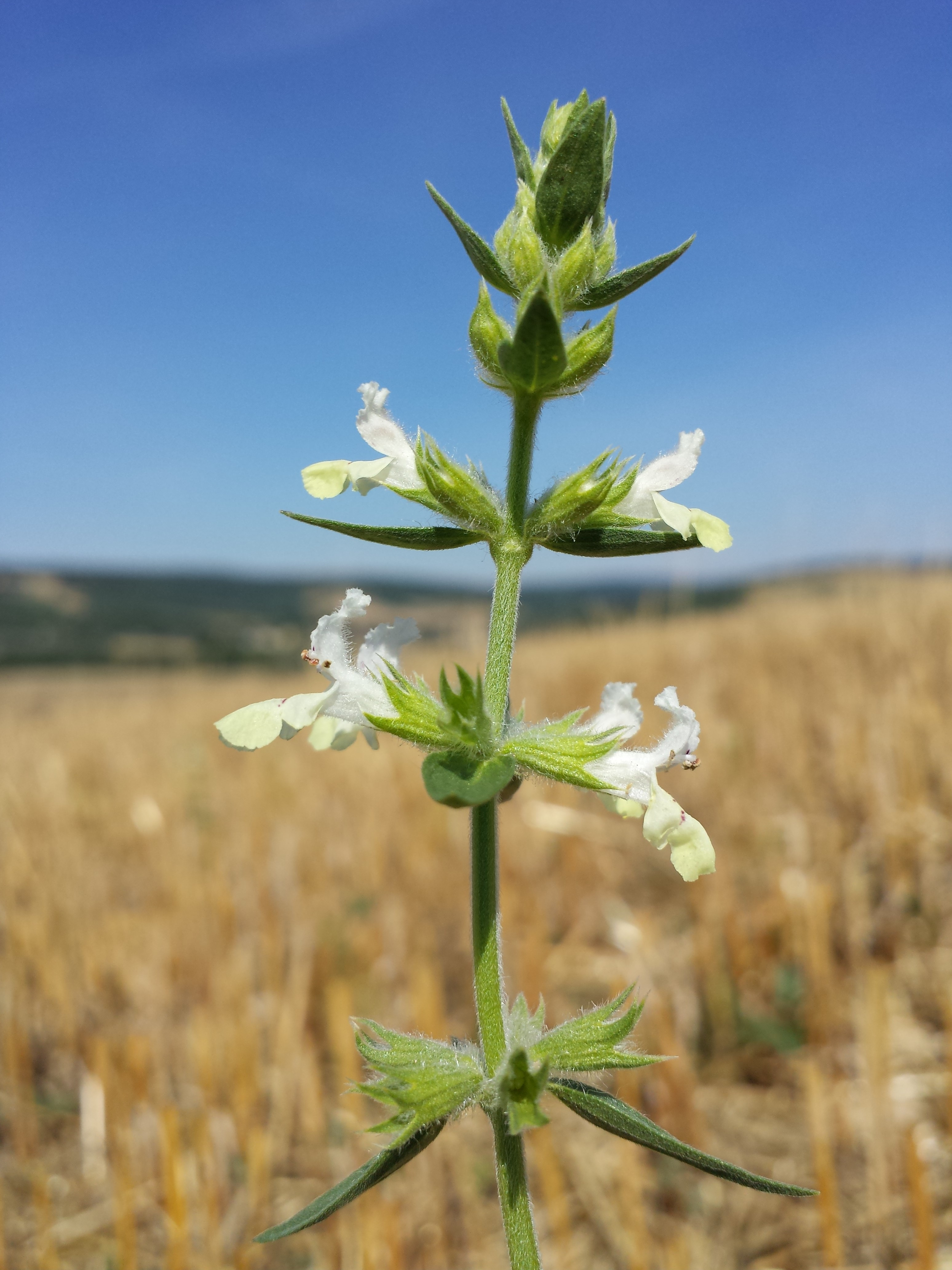
Kvetoucí rostlina

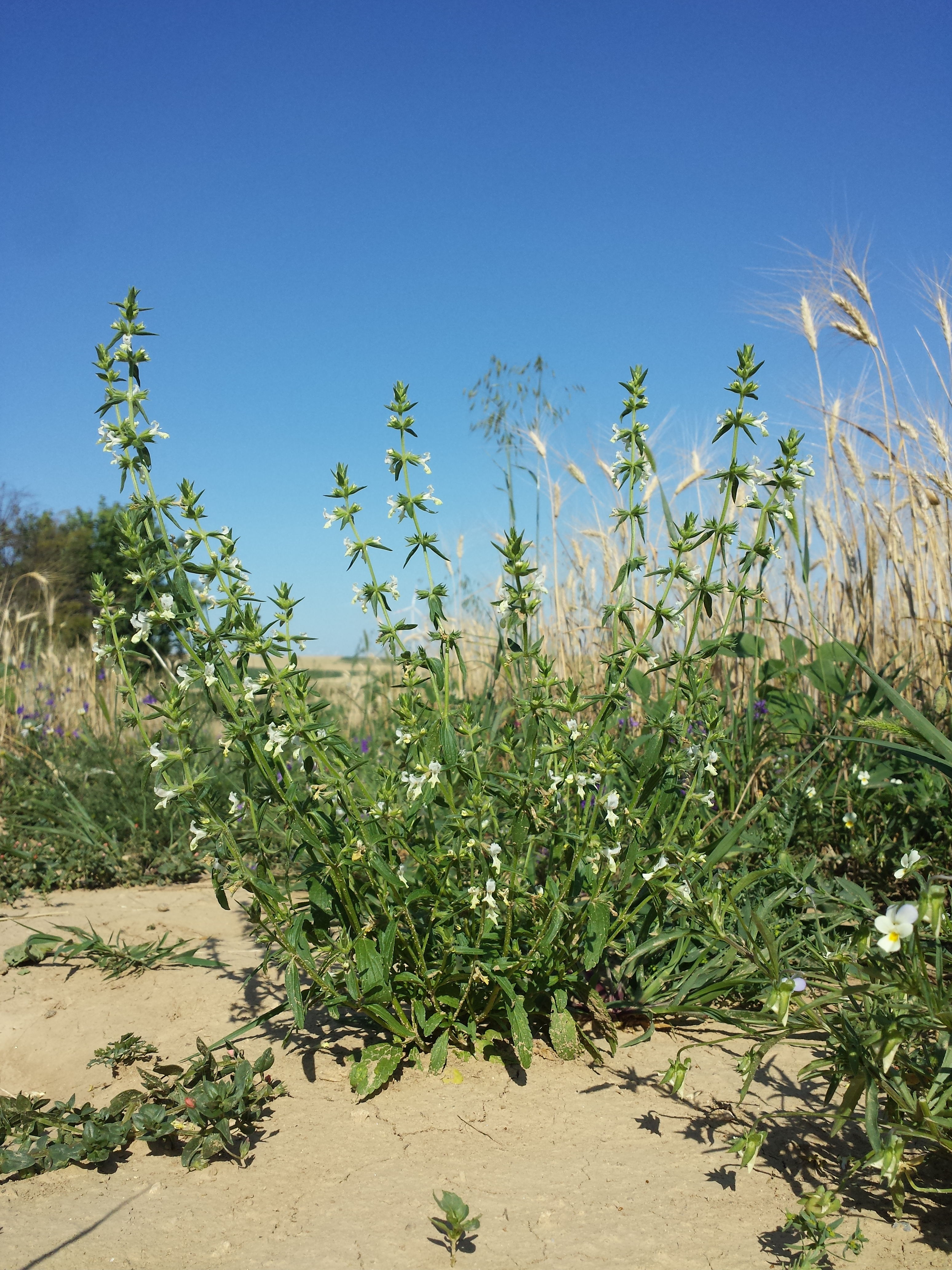
Skupinka čistce ročního

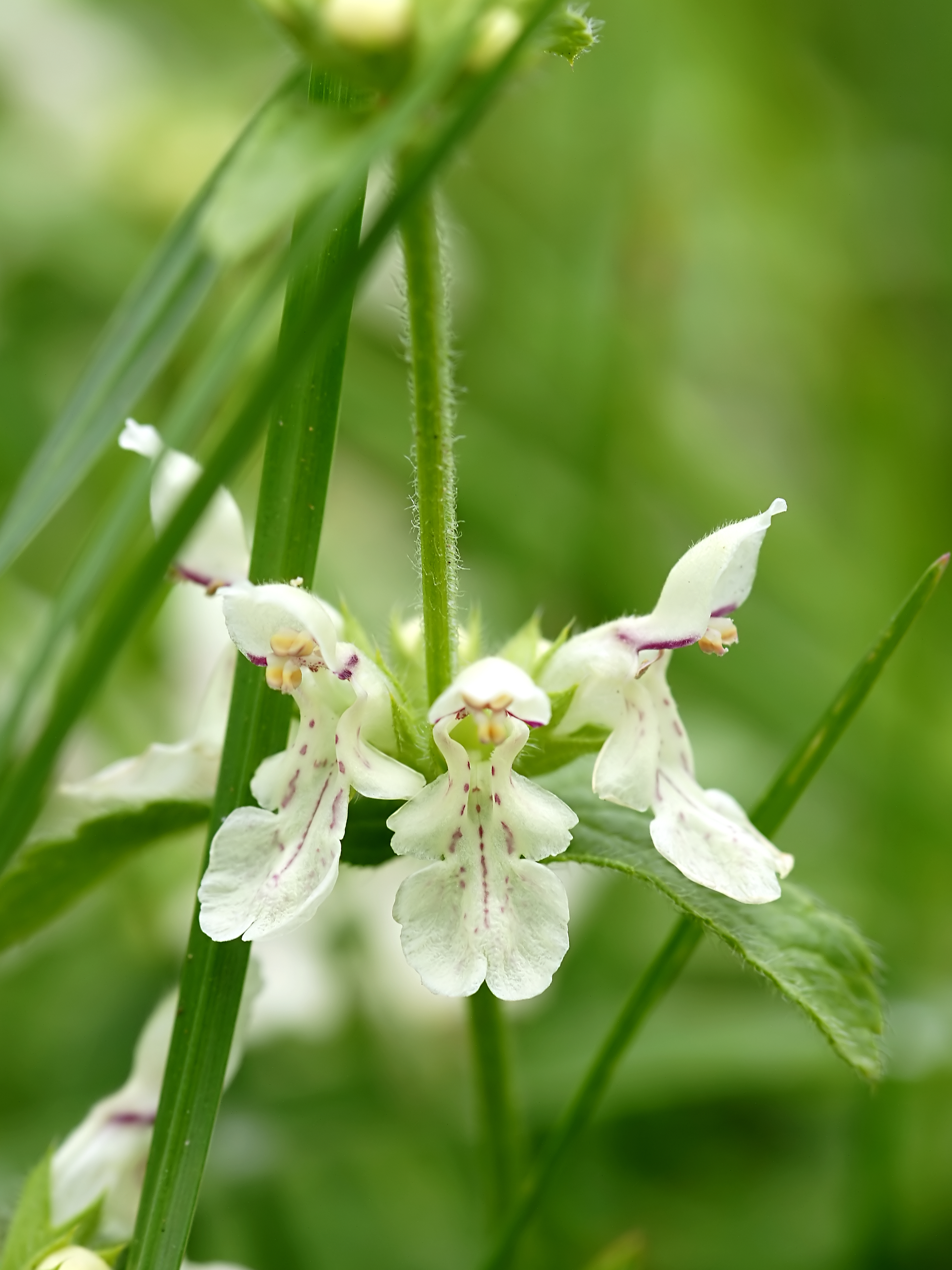
Květy

Čistec roční (Stachys annua) je jednoletá, nevysoká, žlutobíle kvetoucí, teplomilná rostlina původem ze Středomoří. V české krajině je považován za naturalizovaný archeofyt, který se za poslední půlstoletí z české přírody natolik vytratil, že je považován za silně ohrožený druh. Jeho výskyt je ovlivněn způsobem hospodaření. V příznivém roce se může vyskytovat až masově a v jiném naopak téměř vůbec ne, jeho výskyt často mívá přechodný charakter.

## Rozšíření
Bylina má převážně evropský areál rozšíření, který vyznívá východním směrem do Asie. V Evropě roste souvisle od Španělska a Francie na západě po Ural a Kavkaz, dále pak až po západní Sibiř, západní pobřeží Kaspické moře a Írán na východě. Od Německa, Polska a Běloruska na severu po Itálii, Řecko, Turecko a Blízký východ na jihu. Druhotně byla rostlina zavlečena do Severní Ameriky do Spojených států amerických.
V České republice se tento segetální druh vyskytuje v nízkých a středních polohách, v oblastech s teplým klimatem. Jeho výšková maxima ojediněle dosahující do 670 m n. m. v Bílých Karpatech na jihovýchodní Moravě a v okolí Nového Města na Moravě na západě Moravě. V Čechách roste rozptýleně v jejich severozápadní, střední a východní části. Na jižní a střední Moravě je občas lokálně rozšířen, jeho výskyt tam například přechodně zasahuje ku městům Litovel a Lipník nad Bečvou. Jen vzácně se objevuje na severu Moravu a ve Slezsku, kam zasahuje z Polského Slezska. Nahodile se vyskytuje například na narušených místech po odstranění křovin nebo pastvinách zdupaných po pastvě.

## Ekologie
Vyskytuje se na polích, ve vinicích, vytrvalých pícninách, v okopaninách, úhorech, pískovištích, na náspech, rumištích a skládkách, po okrajích výkopů a podél cest, někdy i na výslunných vápnitých stráních v nízkých travinách. Preferuje středně suché až suché, neutrální až bazické půdy, středně bohaté na živiny a vápník. Je teplomilnou rostlinou provázející panonskou květenu kukuřičných a viničných oblastí. V těchto oblastech je silně vitální a často mnohé kultury zapleveluje a po posekání většinou hustě obrůstá. Ještě v první polovině 20. století v Česku rostl jako polní plevel, zejména v obilí.
Čistec roční je jednoletá nebo ozimá bylina, která v příznivých zimách může být i dvouletá. Ozimé byliny mohou kvést již v červnu, jednoleté formy v červenci a hlavně jako podzimní strništní rostlina. Je poměrně otužilý a na podzim vyklíčené a dosud nekvetoucí mohou jako ozimé přezimovat. Pokud roste v obilí nebo v podobné plodině krní a teprve po žních se rozrůstá, na zaplevelených polích pak vytváří celé pásy. Rostlina je terofyt s optimem kvetení od června do srpna. Počet chromozomů 2n = 34.

## Popis
Jednoletá bylina s přímou nebo krátce vystoupavou, slabě čtyřhrannou lodyhou vysokou 10 až 40 cm, která vyrůstá z tlustšího hlavního kořene s vláskovitými postranními kořínky. Lodyha je nejčastěji větvená, má řídké dolů směřující chlupy a je porostlá vstřícnými listy s řapíkem. Listy mají čepel podlouhle vejčitou až vejčitě kopinatou, dlouhou 2 až 6 cm a širokou 0,5 až 2 cm, na bázi klínovitou a na vrcholu tupě špičatou, po obvodě vroubkovanou až zubatou. Dolejší listy jsou zúžené v krátký řapík, horní jsou přisedlé. V horní části lodyhy náhle přecházejí v listeny, jež jsou přisedlé nebo krátce řapíkaté, kopinaté, listům podobné a směrem vzhůru se dále zmenšují.
Květy jsou oboupohlavné, pětičetné a vyrůstají v květenstvích lichopřeslen, které bývají dvou až šestikvěté. Spodní květenství jsou navzájem oddálená a horní naopak sblížená. Květy sedící v paždí listenů mají drobné, štětinovité listence 1,5 mm dlouhé. Jednotlivé květy vyrůstají na 1 mm dlouhých stopkách a od osy rovnovážně odstávají. Kalich květu je nejasně dvoupyský a většinou vypadá jako pravidelný, je zvonkovitý, až do poloviny rozeklaný, dlouhý od 6 do 9 mm, měkce chlupatý a jeho trojúhelníkovitě kopinaté cípy jsou zakončené krátkou měkkou osinou. Koruna je dvoupyská, 11 až 15 mm dlouhá, vně chlupatá a korunní trubku má dlouhou asi 9 mm. Je bílá, stejně jako horní okrouhlý, mírně dvoulaločný pysk, který ale má u báze nachové skvrny. Dolní třílaločný pysk je světle krémově žlutý s nachovou či hnědou kresbou, největší střední lalok je široce eliptický a vroubkovaný, oba postranní jsou vejčité, krátké a dolu svěšené. V květu jsou čtyři dvojmocné tyčinky asi 1,5 mm dlouhé, jejich přední pár je delší. Semeník vznikl ze dvou plodolistů, čnělka má šídlovitou dvoulaločnou bliznu. Květy jsou opylovány hlavně včelami, kterým poskytuje v pozdním létě hojnost nektaru.
Plody jsou tmavě hnědé, jemně tečkované, trojboké, obvejčité tvrdky 2 mm dlouhé a 1,3 mm široké. Rostlina jich vyprodukuje několik tisíc, slouží výhradně k rozmnožování. Semena klíčí již při 6 až 8 °C, za optimální teplotu pro růst je považováno 22 až 24 °C. Pokud semenáče nemají dostatek světla, dokážou svůj růst pozastavit, po jeho obnovení se rychle rozrostou a dostanou do květu.
Rostlina se rozšiřuje výhradně za pomoci semen, kterých jedinec vyprodukuje několik tisíc. Hmotnost tisícovky semen bývá v toleranci 0,75 až 1,25 gramů. Klíčí z hloubky nejvíce do 6 cm, velké množství jich zůstává v půdní bance.

## Ohrožení
Čistec roční byl původně polní plevel, který se podařilo z polí vytlačit a téměř vyhubit. Jeho ústup začal v 50. létech 20. století, kdy začala být praktikována podmítka strniště bránící rozvoji rostlin a následnému vytvoření semen, včetně hluboké orby pozdě na podzim, která likviduje nově vzešlé semenáče. Mladé rostlinky, které tohle přežily včetně zimního období, jsou na jaře dále likvidované vláčením.
Stejně jako ostatní plevele není ani čistec roční chráněn podzákonným právním předpisem vyhláškou. Byl pouze Agenturou ochrany přírody a krajiny ČR zařazen do skupiny C2t mezi dlouhodobě silně ohrožené druhy (C2t). Z české krajiny ustoupil jak se změnou hospodaření v zemědělství, tak i se ztrátou vhodných míst, na kterých by mohl růst a vytvářet semena. Pro zachování druhu je doporučováno zřizovat (na místech s jeho pravidelným výskytem) po okrajích polí tzv. biopásy, ve kterých by mohl růst.